# Acalypha diversifolia
Acalypha diversifolia là một loài thực vật có hoa trong họ Đại kích. Loài này được Jacq. mô tả khoa học đầu tiên năm 1797.

## Hình ảnh

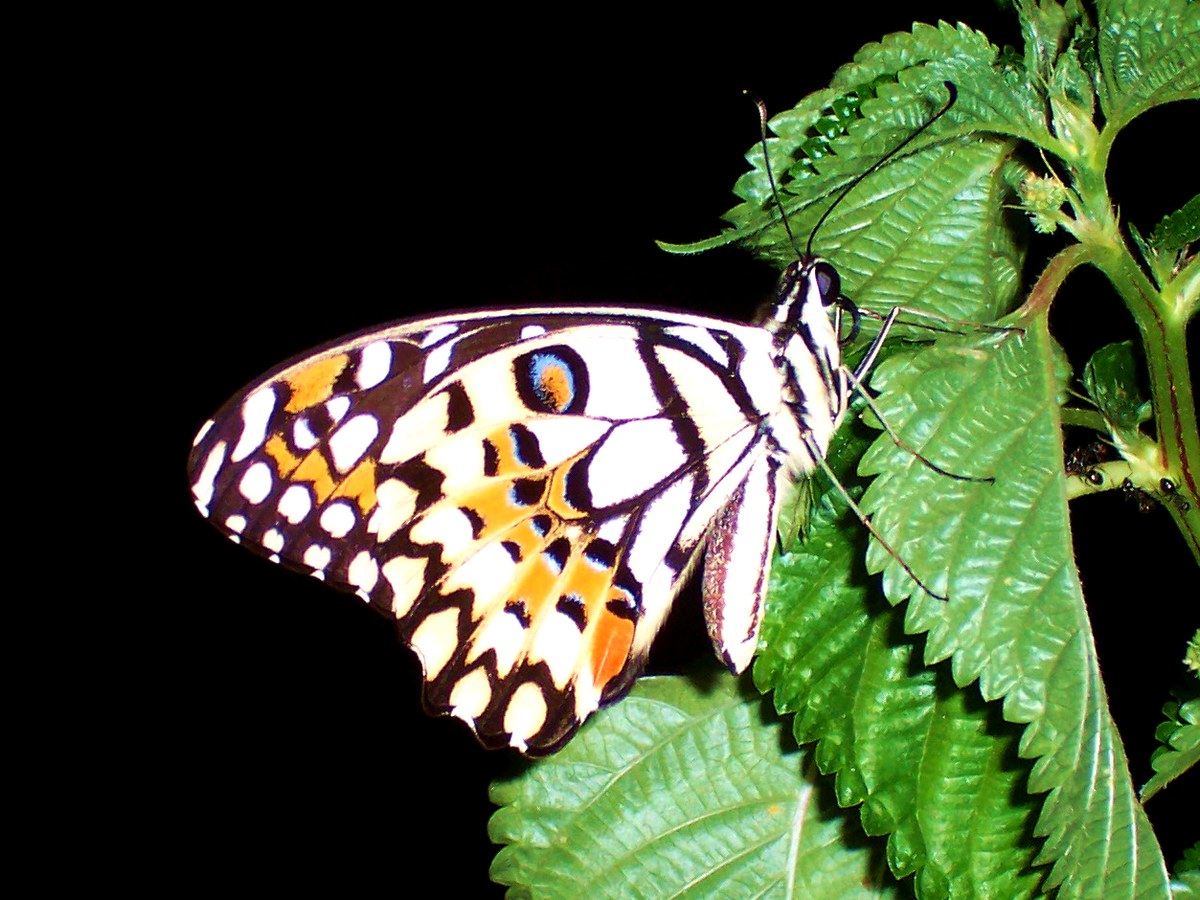